# 種田幸忠
種田 幸忠（たねだ ゆきただ、生没年不詳）は、江戸時代中期の槍術家。通称は市左衛門。

## 経歴・人物
種田流槍術3代目。2代幸勝の跡を継ぎ、享保年間の頃に江戸で勢力を拡大した。高弟の平田弥吉、山岡正臣はそれぞれ一派を興す。